# Пуи, Жан-Бернар
Жан-Бернар Пуи (фр. Jean-Bernard Pouy; 2 января 1946, Париж) — французский писатель-либертарианец, автор романов в жанре нуар и редактор книжных серий. Пользуется большим успехом. Им опубликовано больше 130 романов.
В начале 1980-х годов вместе с другими авторами, принадлежащих к нео-полярному направлению запустил «Чёрную серию» (Série noire), для которой была характерна любовь к игре слов и розыгрышам. Среди коллег Ж.-Б. Пуи согласно его собственному выражению был известен как «чудак» («le déconneur»).